# 石 (质量单位)
石（亦可训读为石）在秦朝和汉朝时作为质量单位使用。三十斤为钧，四钧为石。一石为一百二十斤。汉代一斤大约有258.24克，一石大概为31公斤。
各朝代對石的定義不同，宋代沈括记：“今人乃以粳米一斛之重为一石。凡石者，以九十二斤半为法，乃汉秤三百四十一斤也。”
1930年开始施行的《中華民國度量衡法》规定：石为容积的市用单位，1石为100升；担为重量的市用单位，1担为100市斤即50千克。在近现代常用于棉花的总产量，如1971年全国棉花总产量9000万担。

## 香港
香港通常寫成担（擔的俗字）。一担即一百斤。英文通常寫成  或者 。現仍常用於香港糧食批發。
原香港法例，1884年第廿二條:
A. 一担（picul)等於一百斤(cattie)，即 60.478982 千克
B. 一斤(cattie)重 1+1⁄3 常衡磅 (lb. avoir)，一担即重 133+1⁄3 常衡磅。
现代香港法律也沿用了这两个标准。
香港殖民前期，也有一石(stone)为一百二十斤的标准，后为了避免和英国单位英石造成混淆，被1884年的香港法例废除。